# Bittenbacher Graben
Der Bittenbacher Graben ist ein etwa einen Kilometer langer rechter Zufluss des Nußbaches im
rheinland-pfälzischen Landkreis Kusel auf dem Gebiet der zur Verbandsgemeinde Lauterecken-Wolfstein gehörenden Ortsgemeinde Nußbach.

## Verlauf
Der Bittenbacher Graben entspringt im Naturraum Lichtenberg-Höhenrücken des Nordpfälzer Berglandes auf einer Höhe von 324 m ü. NHN in einem Mischwald in der Flur Am Frauenwäldchen am Südosthang des Flettersberges  (365,8 m) und westlich der Ortschaft Nußbach.
Der Bach fließt zunächst gut einen halben Kilometer südwestwärts durch ein enges, zwischen den bewaldeten Hügeln des Flettersberges auf seiner rechten Seite und des namensgebenden Bitterbacher Berges (417,4 m) auf der linken, liegendes Tal. In der Flur Talergraben verlässt er den Wald und läuft begleitet von dichtem Gehölz durch Wiesen und Felder.
Er unterquert noch die Landstraße 386 und mündet schließlich auf einer Höhe von (239 m) in der südsüdöstlich des Ortes Nußbach liegenden Flur Gingenäcker in den aus dem Südsüdosten heranziehenden gleichnamigen Bach.

## Natur und Umwelt
Das Tal des Bittenbacher Grabens gehört zum schutzwürdigen Biotop Tälchen mit Biotopkomplex O Nußbach (Gebietsnummer: BK-6312-0033-2009). Das Biotop ist insgesamt 2,67 ha groß.
Im Quellbereich des Bittenbacher Grabens findet man Quellmoose und kleine Wasserfälle. Das naturnahe Bächlein fließt erst durch einen Eschenwald, welcher langsam in einen Schluchtwald übergeht. Auf dem Rändern der felsigen Steilwände wächst eine reichliche Farnflora mit Gelappten Schildfarnen und Braunstieligen Streifenfarnen.
In seinem weiteren Lauf wird dann von Erlen gesäumt.
Nachdem er den Wald verlassen hat, fließt er durch Streuobstwiesen und Magerweiden. An seinen dort steilen und flachgründigem Hängen wächst Halbtrockenrasen.
Im Mündungsbereich ist der Bach stark begradigt und zum Teil verrohrt. Die Reinheit seines Wassers wird dort durch die anliegenden Maisfelder stark beeinträchtigt.